# Burmai csillagteknős
A burmai csillagteknős (Geochelone platynota) a hüllők (Reptilia) osztályába  és a teknősök (Testudines) rendjébe és a  Szárazföldi teknősfélék (Testudinidae) családjába tartozó faj.

## Előfordulása
Mianmar területén honos.

## Megjelenése
A testhossza 26 centiméter.